# Явление (философия)
Явле́ние — всё, что чувственно можно воспринять; особенно бросающееся в каком-то отношении в глаза. Например: явление природы.
В теории познания явление - это выражение, свидетельство наличия чего-то другого.  
В философии Канта явление — коррелятивное понятие к «вещи-в-себе». Н. Гартман говорит: сущее в себе (см. Познание) есть являющееся в явлении. Иначе явление было бы пустой видимостью. «Я познаю нечто» и «нечто является мне» — два выражения, обозначающие одно и то же отношение между субъектом и объектом (см. Видимость). Противоположность между явлением и сущим-в-себе выступает наиболее резко в инд. философии (см. Шанкара); в европейской мысли эта противоположность выступает в христианстве в противопоставлении посюстороннего и потустороннего и выражает собой определённый, не только теоретический, скепсис; см. также Иллюзионизм, Феноменализм.
Явле́ние — совокупность процессов материально-информационного преобразования, обусловленных общими причинами. С точки зрения наблюдателя может быть:
- постоянным;
- периодическим;
- эпизодическим.